# Bynum (Texas)
Bynum è un centro abitato degli Stati Uniti d'America situato nella contea di Hill dello Stato del Texas.
La popolazione era di 199 persone al censimento del 2010.

## Geografia fisica
Bynum è situata a 31°58′11″N 97°00′14″W (31.969782, -97.003852).
Secondo lo United States Census Bureau, ha un'area totale di 0,2 miglia quadrate (0,52 km²).

## Società

### Evoluzione demografica
Secondo il censimento del 2000, c'erano 225 persone, 78 nuclei familiari e 58 famiglie residenti nella città. La densità di popolazione era di 1.540,6 persone per miglio quadrato (579,2/km²). C'erano 85 unità abitative a una densità media di 582,0 per miglio quadrato (218,8/km²). La composizione etnica della città era formata dall'88,00% di bianchi, il 5,78% di afroamericani, il 5,33% di altre razze, e lo 0,89% di due o più etnie. Ispanici o latinos di qualunque razza erano il 10,67% della popolazione.
C'erano 78 nuclei familiari di cui il 43,6% aveva figli di età inferiore ai 18 anni, il 60,3% aveva coppie sposate conviventi, l'11,5% aveva un capofamiglia femmina senza marito, e il 24,4% erano non-famiglie. Il 23,1% di tutti i nuclei familiari erano individuali e il 15,4% aveva componenti con un'età di 65 anni o più che vivevano da soli. Il numero di componenti medio di un nucleo familiare era di 2,88 e quello di una famiglia era di 3,44.
La popolazione era composta dal 32,0% di persone sotto i 18 anni, il 7,1% di persone dai 18 ai 24 anni, il 28,0% di persone dai 25 ai 44 anni, il 19,1% di persone dai 45 ai 64 anni, e il 13,8% di persone di 65 anni o più. L'età media era di 32 anni. Per ogni 100 femmine c'erano 116,3 maschi. Per ogni 100 femmine dai 18 anni in giù, c'erano 101,3 maschi.
Il reddito medio di un nucleo familiare era di 21.250 dollari e quello di una famiglia era di 21.875 dollari. I maschi avevano un reddito medio di 25.625 dollari contro i 20.000 dollari delle femmine. Il reddito pro capite era di 11.640 dollari. Circa il 27,5% delle famiglie e il 33,2% della popolazione erano sotto la soglia di povertà, incluso il 54,1% di persone sotto i 18 anni di età e il 16,7% di persone di 65 anni o più.